# Лопениця
Лопениця (пол. Łopienica) — село в Польщі, у гміні Бендзіно Кошалінського повіту Західнопоморського воєводства.